# Beijmapolder
De Beijmapolder is een voormalig waterschap in de provincie Groningen.
De polder lag ten oosten van Niekerk. De noordgrens werd gevormd door de N980 en de oostgrens door de Fanerweg. De zuidgrens lag op de Plattendijk die zo'n 150 m noordelijk van het fietspad de Maarsdijk lag, terwijl de westgrens met deze weg overeenkomt.
De polder waterde uit via een duiker (pomp) door de Maarsdijk op Hoop en Verwachting.
Waterstaatkundig gezien ligt het gebied sinds 1995 binnen dat van het waterschap Noorderzijlvest.

## Naam
Het waterschap is genoemd naar het Huis Bijma. 